# Presa Plutarco Elías Calles
La presa Presidente Plutarco Elías Calles  se ubica en el municipio de San José de Gracia (Aguascalientes, México), a 14 km al oeste de la Carretera Panamericana (Federal #45) al norte del Estado a las orillas de la Sierra Fría. Tiene una capacidad de almacenamiento de 340 millones de m³ sus coordenadas son X 766,445 Y 2,450,531 Z 1920 m s. n. m. La cortina de la presa fue construida de 1927 a 1928 por la empresa estadounidense "J. G. White",. Es de concreto armado, teniendo 66m de altura por 268m de longitud. Su uso es principalmente agrícola, con 2000 usuarios beneficiados en 4000 ha.
El proyecto de la construcción de esta primera obra de riego del régimen de la Revolución mexicana, data de fines del siglo XIX, formulado por el ingeniero Blas Romo, con el nombre de Proyecto de la "Presa Santiago". Fue hasta noviembre de 1925, cuando en una visita al estado de Aguascalientes, del entonces presidente de la república Plutarco Elías Calles se le ofreció un banquete. Aprovechando la ocasión, le presentaron el antiguo proyecto de la "Presa Santiago", lo interesaron y fue aprobado bajo patrocinio de Gobierno Federal.
En este lugar se inició la política de irrigación con el entonces presidente de la república Plutarco Elías Calles, originando el Sistema de Riego n.º 1, siendo este el primer paso a la modernización de la producción agrícola, la integración de la producción del campo con la agroindustrial y la creación de empleos, una apertura a la educación, acceso al crédito agrícola, vivienda, etc.
Al interior de la presa, en una isla, se ha colocado recientemente una imagen del Cristo Roto. Cabe señalar que existe otra presa con el mismo nombre en el estado de Sonora, conocida también como "El Novillo", pero que fue construida muchos años después que la de Aguascalientes.

## Galería

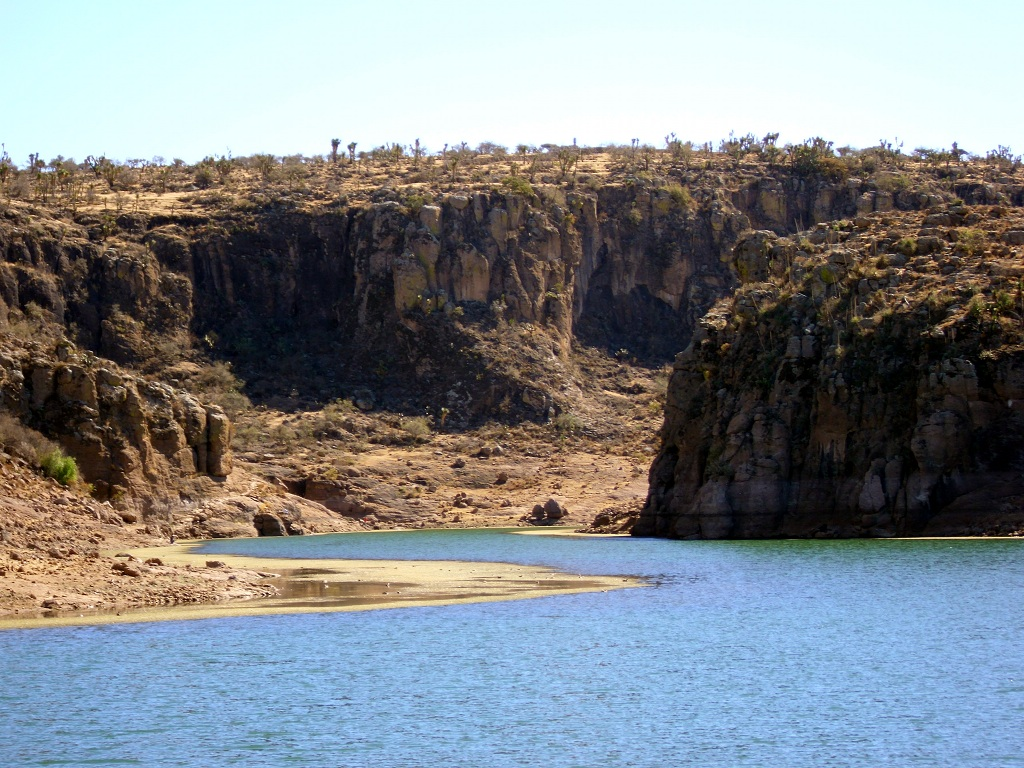
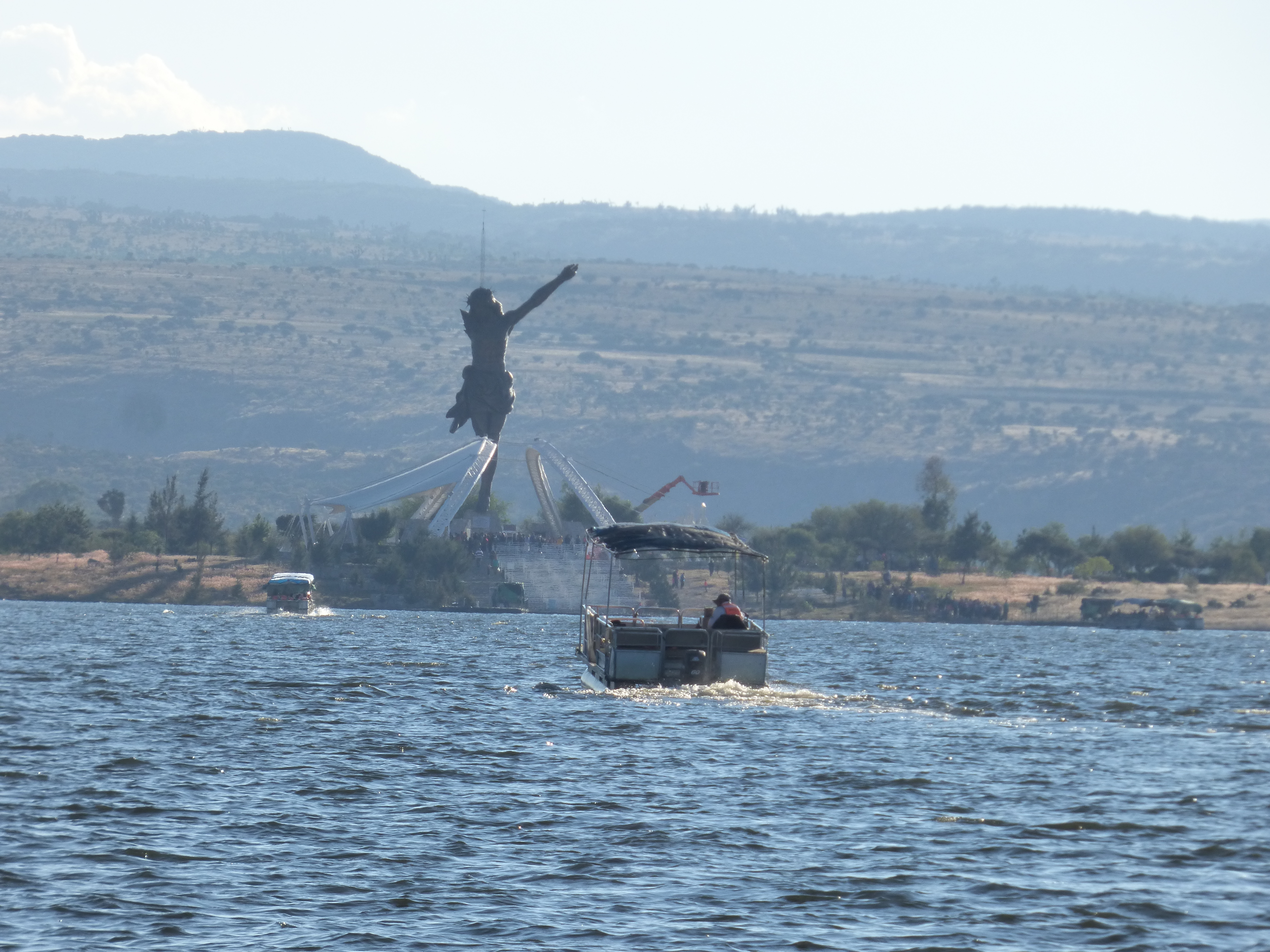
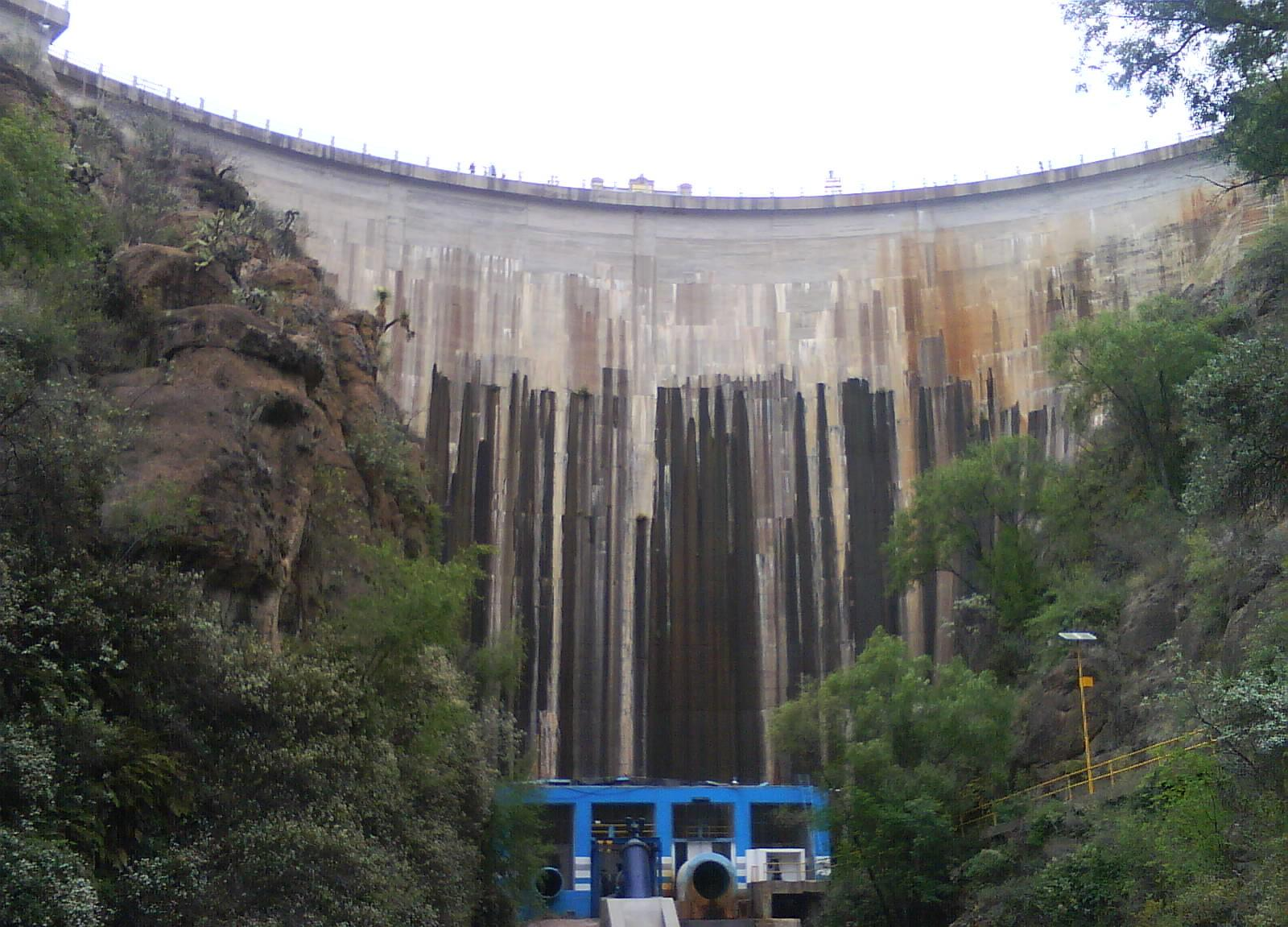

[